# Heracleum wenchuanense
Heracleum wenchuanense är en flockblommig växtart som beskrevs av F.T.Pu och X.J.He. Heracleum wenchuanense ingår i släktet lokor, och familjen flockblommiga växter. Inga underarter finns listade i Catalogue of Life.